# Yvonne Rainer
Yvonne Rainer, född 24 november 1934 i San Francisco, Kalifornien, USA, är en amerikansk konstnär, koreograf och filmskapare.
Rainer har bland annat regisserat filmen The Man Who Envied Women (1985). Ranier var del av Judson Dance Theater. Hon har koreograferat Trio A (1966) som var en del av en längre koreografi kallad The Mind Is a Muscle.